# Lynn Thorndike
Lynn Thorndike (Lynn (Massachusetts), 24 de julho de 1882 — Nova Iorque, 28 de dezembro de 1965) foi um historiador da ciência medieval e alquimia estadunidense.

## Vida
Foi o irmão mais novo de Ashley Horace Thorndike. Estudou na Universidade Wesleyan (Bachelor of Arts, 1902), especializando-se em história medieval na Universidade Columbia (Masters of Arts 1903, doutorado 1905). Sua tese de doutorado foi sobre "The Place of Magic in the Intellectual History of Europe", que ele conectou com o desenvolvimento histórico da ciência experimental. Começou a lecionar história medieval na Universidade Northwestern em 1907. Em 1909 foi para a Case Western Reserve University, onde permaneceu até 1924. Foi para a Universidade Columbia no outono de 1924, onde foi professor até 1950. Continuou a publicar por mais uma década, sendo laureadoem 1957 com a Medalha George Sarton da History of Science Society. Foi presidente da American Historical Association.
Contrário ao historiador suíço Jacob Burckhardt, que defendia o ponto de vista de que a renascença italiana foi uma fase separada, Thorndike compreendia que a maioria dos fenômenos políticos, sociais, morais e religiosos comumentemente deninidos como renascença parecem ser igualmente característicos da Itália em qualquer tempo dos séculos XII a XVIII.

## Obras
- The Place of magic in the intellectual history of Europe, 1905 (Ph.D. Dissertation, Columbia University)
- The True Roger Bacon 	1916
- History of medieval Europe, 	1917
- Medieval Europe, its development & civilization, 	1920
- Galen: the man and his times 	1922
- Peter of Abano: a medieval scientist 	1923
- History of magic and experimental science. 	1923-1958 in 8 volumes. (e.g. Volume II)
- Dates in intellectual history: the fourteenth century. 	1945
- Check-list of rotographs in the history of natural and occult science  	1934
- Traditional medieval tracts concerning engraved astrological images. 	1947
- Sphere of Sacrobosco and its commentators. 	1949
- Outline of medieval and modern history 	1929
- Science and thought in the fifteenth century; studies in the history of medicine and surgery, natural and mathematical science, philosophy, and politics. 	1963
- Michael Scot. 	1965
- University Records and Life in the Middle Ages, New York: Columbia University Press, 1944